# Luciano Tessari
Luciano Tessari (San Martino Buon Albergo, 29 settembre 1928) è un allenatore di calcio ed ex calciatore italiano, di ruolo portiere.

## Carriera

### Giocatore
Nasce calcisticamente nel San Martino Buon Albergo (in Provincia di Verona), squadra del suo paese natale, dove debutta in prima squadra nel 1946-1947 nel campionato "Liberi"; al termine della stagione si trasferisce al Verona, dove inizia con gli "Allievi", sempre partecipante al campionato "Liberi". La stagione successiva è invece aggregato alla rosa della squadra maggiore che gioca in Serie B. Con gli scaligeri disputa due campionati e dopo viene ceduto ai giallorossi della Roma, con cui esordisce in Serie A nel 1950-1951, anno dell'unica retrocessione in Serie B della società. Con la successiva risalita nella massima serie dei capitolini, passa alla Fiorentina, per poi tornare a Roma. Dopo un anno, nel 1953-1954 milita nel Palermo, che poi retrocede in B con il penultimo posto in classifica e dopo aver perso degli spareggi salvezza. Ritorna successivamente alla Roma per un'altra annata, dove poi li, alla fine, decide di ritirarsi.

### Allenatore
Lasciato il calcio giocato poco più che trentenne, Tessari viene chiamato nel 1963 dal Milan per allenare, per un biennio, le giovanili nel nuovo impianto di Milanello, con le quali vince, nel 1964-1965, un Campionato Primavera, primo trofeo da allenatore e primo (e unico ottenuto nella propria storia) riconoscimento del settore giovanile rossonero. Diventa anche il preparatore dei portieri della prima squadra con Nils Liedholm dal 1965 al 1967, mentre ritorna nella capitale con funzioni di allenatore delle giovanili della Roma; nell'aprile del 1971 guida sino a fine campionato la prima squadra della Roma, che aveva da poco esonerato il leggendario Helenio Herrera, debuttando con un 5-0 contro il Catania. Non viene successivamente confermato, in quanto Herrera viene richiamato alla guida dei giallorossi.
Nel 1973-1974 in Serie C, subentrò a Humberto Rosa sulla panchina del Latina, all'epoca neopromosso, in cui non riuscì a evitare la retrocessione.
In seguito allena le giovanili dell'Almas e della rappresentativa del Lazio
Alla fine degli anni '70 Liedholm va proprio a Roma e al suo fianco come vice vuole Tessari, che nel frattempo era stato reduce da una parentesi con la Pro Cisterna nella Serie D 1978-1979; insieme, sulle rive del Tevere, conquistano il secondo scudetto della Roma, nel 1982-1983, e tre Coppe Italia, nel 1979-1980, nel 1980-1981 e nel 1983-1984, mentre nello stesso ultimo anno devono inchinarsi al Liverpool nella finale della Coppa dei Campioni, sconfitti ai calci di rigore. Poi, in quell'estate, l'allora presidente del Milan Giussy Farina riporta in rossonero Liedholm e, con lui, anche Luciano Tessari, che funge da vice fino al 1987, quando la conduzione tecnica viene affidata a Fabio Capello, proveniente dal settore giovanile.

## Palmarès

### Allenatore
- Trofeo Nazionale di Lega Armando Picchi: 1

Roma: 1971
- Campionato Primavera: 1

Milan: 1964-1965